# Koritata, Smolean
Koritata (în bulgară Коритата) este un sat în comuna Rudozem, regiunea Smolean,  Bulgaria. 

## Demografie
Componența etnică a satului Koritata
     Bulgari (97,54%)
     Nicio identificare (2,45%)
     Altele (0%)
La recensământul din 2011, populația satului Koritata era de 204 locuitori. Din punct de vedere etnic, majoritatea locuitorilor (97,54%) erau bulgari. Pentru 2,45% din locuitori nu este cunoscută apartenența etnică.